# 배령연대
배령연대(盃令煙臺)는 대한민국 제주특별자치도 제주시 한림읍 금능리에 있는 연대이다. 1996년 7월 18일 제주특별자치도의 기념물 제23-19호로 지정되었다.

## 개요
연대는 횃불과 연기를 이용하여 정치·군사적으로 급한 소식을 전하던 통신수단을 말한다. 봉수대와는 기능면에서 차이가 없으나 연대는 주로 구릉이나 해변지역에 설치되었고 봉수대는 산 정상에 설치하여 낮에는 연기로 밤에는 횃불을 피워 신호를 보냈다.
배령 연대는 금능리의 서쪽 해안으로 튀어나온 연대동산에 자리하고 있으며, 명월진에 소속되었다. 훼손이 심해 현재는 높이 1.9m만이 남아 있는 상태이다.
이 연대에는 별장 6명, 봉군 12명이 배치되어 한 달에 5일씩 6교대로 24시간동안 해안선을 지켰다고 하며, 동쪽으로 마두 연대, 서쪽으로 대포 연대와 서로 연락을 주고 받았다.

## 참고 문헌
- 배령연대 - 국가유산청 국가유산포털